# Miradouro
Miradouro là một đô thị thuộc bang Minas Gerais, Brasil. Đô thị này có diện tích 301,548 km², dân số năm 2007 là 10197 người, mật độ 31,3 người/km².